# Верёвкин, Николай Никитич
Никола́й Ники́тич Верёвкин (30 апреля 1766, Орловская губерния — 27 октября 1830, Москва) — генерал-лейтенант российской императорской армии, санкт-петербургский комендант (1813—1814), московский комендант (1821—1830).

## Происхождение
Из дворян Верёвкиных Орловской губернии. Сын поручика Никиты Борисовича Верёвкина. Владел в Карачевском уезде Орловской губернии родовыми 15 душами и прикупленными двумя.
Внесён вместе с детьми в дворянские родословные книги Московской губернии.

## Военная служба
Поступил рядовым в Бутырский мушкетерский полк (14 августа 1780), сержант (1783), прапорщик (25 декабря 1783), поручик (1 января 1786), капитан (1788, за отличие при взятии Очакова). Командовал батальоном в экспедиции на Чёрном море. Секунд-майор (4 июня 1793, за отличную расторопность и успех в усмирении возмутившихся донских казаков). Уволен от службы (1797).
Снова вступил в военную службу (17 марта 1801). Батальонный командир в Лейб-Гренадерском полку (1802). Подполковник (23 июня 1803). Плац-майор в Санкт-Петербурге (24 октября 1806). Командир сформированного им по Высочайшему повелению батальона стрелков санкт-петербургской милиции (13 февраля 1807). Полковник (6 сентября 1807, за отличие в кампании против французских войск) с определением в Лейб-Гвардии Преображенский полк и с оставлением санкт-петербургским плац-майором. Флигель-адъютант (5 апреля 1812) с оставлением в должности плац-майора. Комендант Санкт-Петербурга (11 февраля 1813). Генерал-майор (30 августа 1814, за отличия по службе).
Командирован в Варшаву (30 августа 1814), где начальствовал гвардейскими войсками и сверх оного имел в своей команде резервные батальоны 15-й и 25-й пехотных дивизий. По повелению великого князя Константина Павловича участвовал в устройстве и образовании вновь формируемых польских войск; а также в сформировании из батальонов полков Лейб-Гвардии: Литовского, Волынского и Гвардейской пешей артиллерийской 5-й роты. Все эти части входили в Литовскую гвардейскую пешую бригаду, над которыми он был назначен бригадным командиром. Уволен от службы (26 января 1821, за болезнью, с мундиром и пенсионом полного жалованья).
Комендант Москвы (с 4 сентября 1821). Генерал-лейтенант (3 сентября 1826).

## Военные действия
В сражениях против возмутившихся Татарских орд в Кубанских степях ранен в левую руку стрелой (13 июля 1783).
В неоднократных сражениях при удержании от ухода Абазинского племени, с закубанцами и с народами за рекою Лабою, до снеговых Кавказских гор; потом за Кубанью до Черного моря к г. Анапе, с турками, черкесами и разными горскими народами (1786—1788).
Участвовал в покорении Очакова (1788).
В экспедиции на Чёрном море от Таганрога до Севастополя, а оттуда со своим батальоном на Кинбурнской косе (1790).
При усмирении возмутившихся донских казаков (1792)
В Персии, при переходе Табасаранских дефиле (с 10 апреля 1796), при осаде и сдаче г. Дербента (с 3 по 10 мая 1796), далее до р. Куры в беспрерывных и упорных с персиянами сражениях в Русско-персидской войне 1796.
В походе в Австрии против французов (с 19 октября 1805), отличился храбростью в Аустерлицкой битве (20 ноября 1805) в войне третьей коалиции (русско-австро-французской войне 1805).
Со своим батальоном санкт-петербургской милиции выступил в поход в Пруссию против французов, действовал в сражениях при Гуттштадте (24 и 25 мая 1807), при Гейльсберге (29 мая 1807), при Фридланде (2 июня 1807) в войне войне четвёртой коалиции 1806—1807.

## Награды
Российские награды:
- Крест «За взятие Очакова» (1789)
- Орден Святой Анны 2-й ст. (1807, за отличие в сражениях при Гуттштадте 24 мая)
- Орден Святого Георгия 4-го кл. (20 мая 1808, за отличие в сражениях при Гуттштадте 25 мая 1807 (?), № 1946, по списку Григоровича — Степанова).
- Орден Святой Анны 1-й ст. (20 октября 1816); алмазные знаки к ордену (6 сентября 1823)
- Орден Святого Станислава 1-й ст. (6/11 октября 1819).
- Орден Святого Владимира 2-й ст. (8 февраля 1829)
- Орден Святого Александра Невского (12 марта 1830)[1].
- Медаль «Земскому войску» золотая[2] на георгиевской ленте
- Медаль за милицию 1807.
- Медаль «В память Отечественной войны 1812 года» бронзовая на владимирской ленте

Прочие поощрения:
- Бриллиантовый перстень (июнь 1802, за манёвры на Волковом поле).
- Бриллиантовый перстень (1803, за манёвры под Красным Селом).
- Бриллиантовый перстень (1804, за манёвры в Петергофе).
- Табакерка, осыпанная бриллиантами (1 января 1808).
- 2 тысячи рублей.
- Бриллиантовый перстень.
- 5 тысяч рублей (30 августа 1814).
- Аренда на 12 лет (18 ноября 1815).
- Табакерка с вензелевым Государя Императора именем (1820, за смотр и ученье).
- Вместо аренды, не в пример другим, по 2 тысячи руб. серебром в год из государственного казначейства.

Высочайшие благоволения:
- 1815, 1816, неоднократные — за отличное устройство и порядок в Гвардейском отряде и манёвры.
- 1818, 1819, неоднократные — за ученья, парады и смотры.
- 1823, 31 августа — за отличный порядок по гарнизонной службе в Москве).
- 1826, 26 июля — за отличный порядок при вшествии в Москву Государя Императора; 3 сентября — за усмотренный порядок, чистоту и исправность в Московском военном госпитале и в Военно-сиротском отделении.

Иностранные награды:
Орден «Pour le Mérite» (1807, королевство Пруссия) за отличие в сражениях при Гейльсберге и Фридланде.

## Семья
В браке с Аграфеной Федоровной Кандалинцевой имел детей:
- Николай (21 сентября 1811 — 5 апреля 1838),
- Фёдор (род. 28 августа 1812),
- Михаил (15 января 1814—1843),
- Александра (24 августа 1818 — 27 января 1831),
- Александр (27 января 1815—1854),
- Владимир (14 июля 1821 — 13 января 1896),
- Сергей (17 апреля 1823 — 19 июня 1901).
- Ольга (24 января 1826 — 11 апреля 1844[3]), умерла от чахотки, похоронена на Смоленском кладбище.

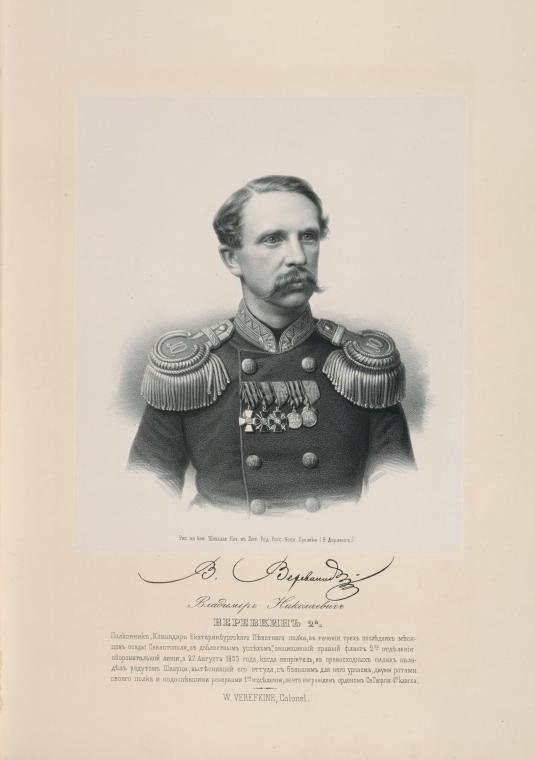
Портрет Владимира Николаевича Верёвкина
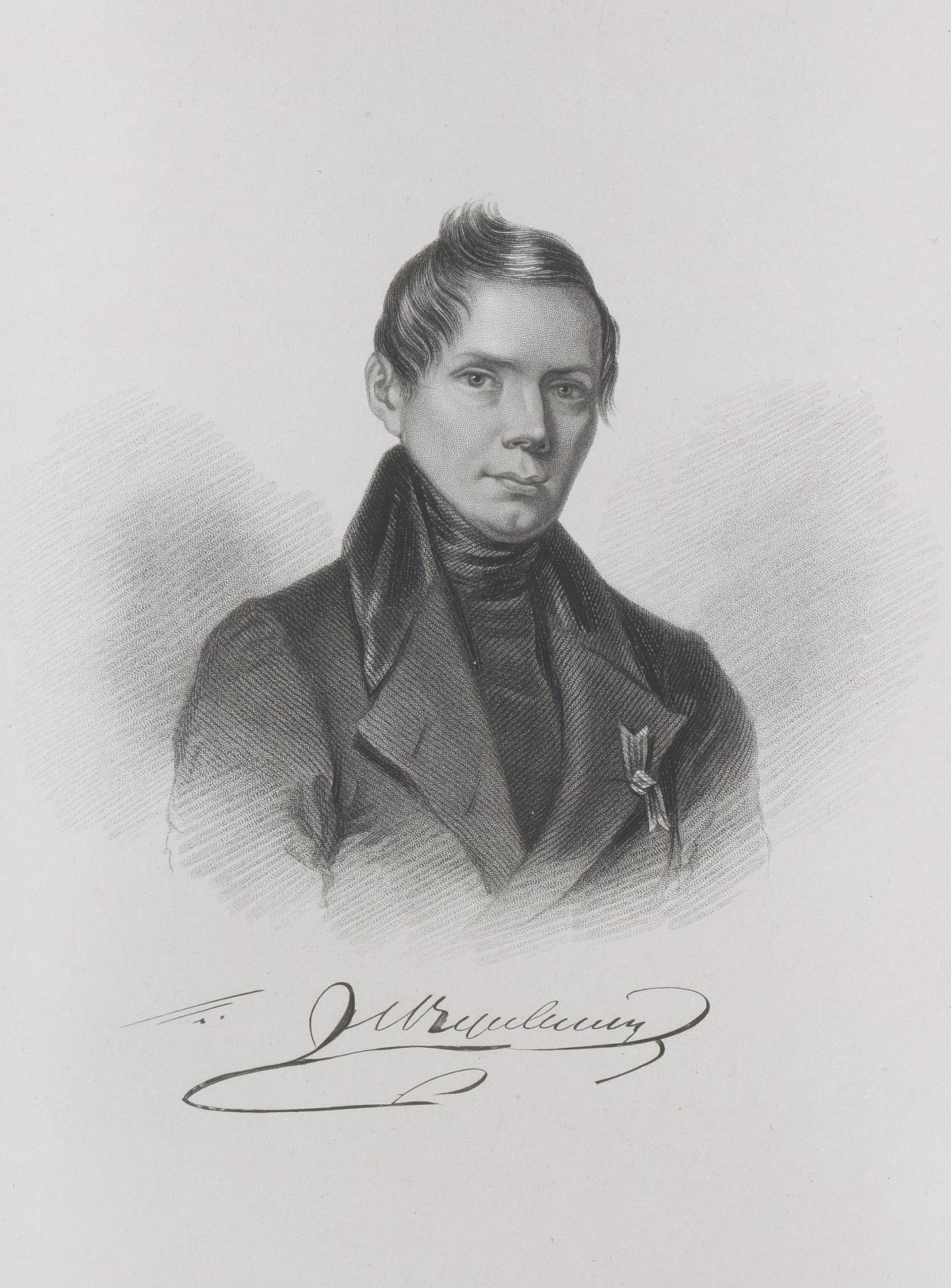
Портрет Николая Николаевича Верёвкина, 1814 г.
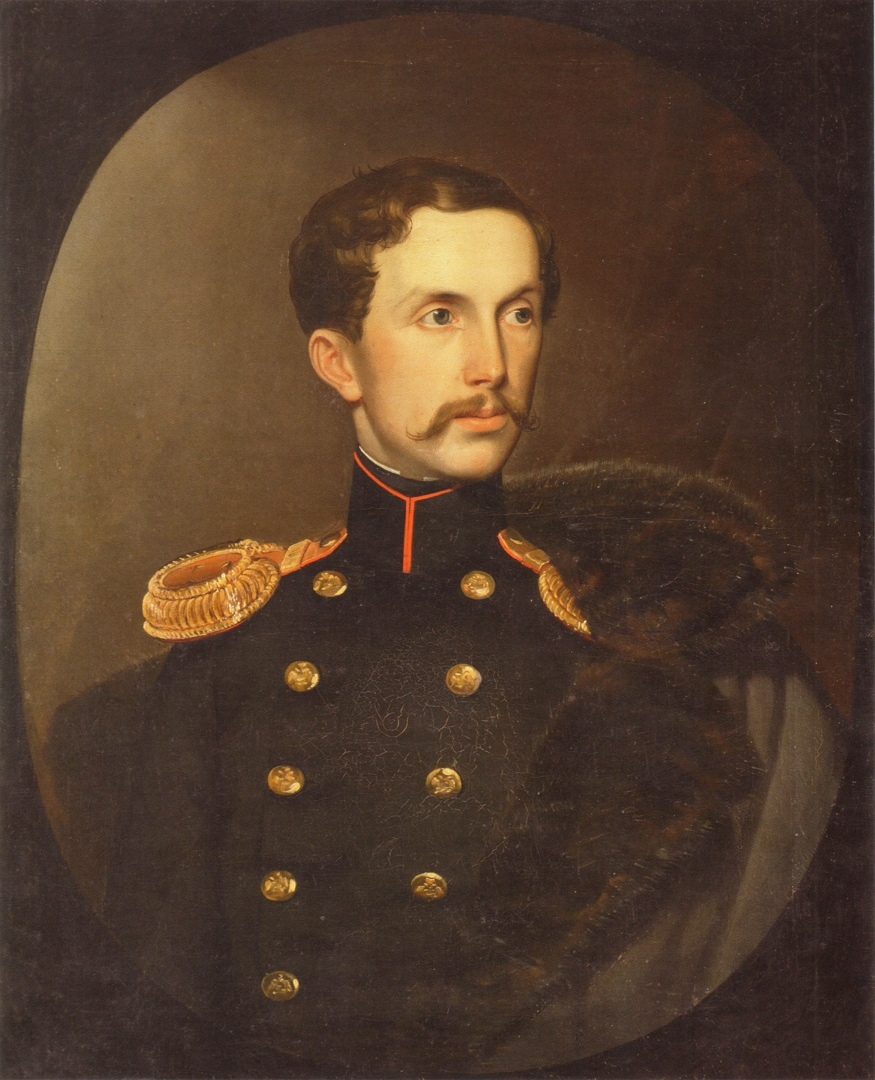
Портрет Сергея Николаевича Верёвкина работы Д. П. Маляренко, 1852 г.